# Museo delle Antichità Egizie
Museo delle Antichità Egizie (Museo Egizio, Muzeum Egipskie w Turynie) – muzeum w Turynie we Włoszech (Piemont), gromadzące eksponaty związane ze starożytnym Egiptem.
Muzeum mieści się w siedemnastowiecznym pałacu projektu Guarina Guariniego, który początkowo mieścił kolegium jezuickie, następnie zaś był siedzibą Akademii Nauk. W tym samym budynku mieści się także Galleria Sabauda.
Jedyne poza Kairem muzeum poświęcone wyłącznie starożytnemu Egiptowi. Powstało na bazie kolekcji zakupionej w 1824 roku przez członków domu sabaudzkiego (Karol Feliks Sabaudzki) od konsula generalnego w Egipcie z czasów napoleońskich, Bernarda Drovettiego (wówczas 5628 eksponatów). Wzbogacone w 1911 eksponatami odkrytymi przez włoskich archeologów podczas wykopalisk. Za pomoc Włochów przy pracach przed budową Wielkiej Tamy w Asuanie Arabska Republika Egiptu w 1967 przekazała placówce także skalną świątynię Totmesa II.
Na parterze muzeum eksponowana jest rzeźba monumentalna, między innymi posągi Ramzesa II i Setiego II. Zbiory na górze poświęcone są takim zajęciom jak: tkactwo, myślistwo, czy rybołówstwo i obejmują cały okres cywilizacji egipskiej. Także na górze umieszczone są zrekonstruowane grobowce, jak choćby Kha i Merit (XIV w. p.n.e.). Szczególne miejsce w zbiorach muzeum zajmuje kolekcja papirusów zawierająca mapę topograficzną uznawaną za najstarszą mapę na świecie.
Jean-François Champollion rolę tego muzeum określił następująco:

Droga do Memfis i Teb wiedzie przez Turyn.

## Galeria

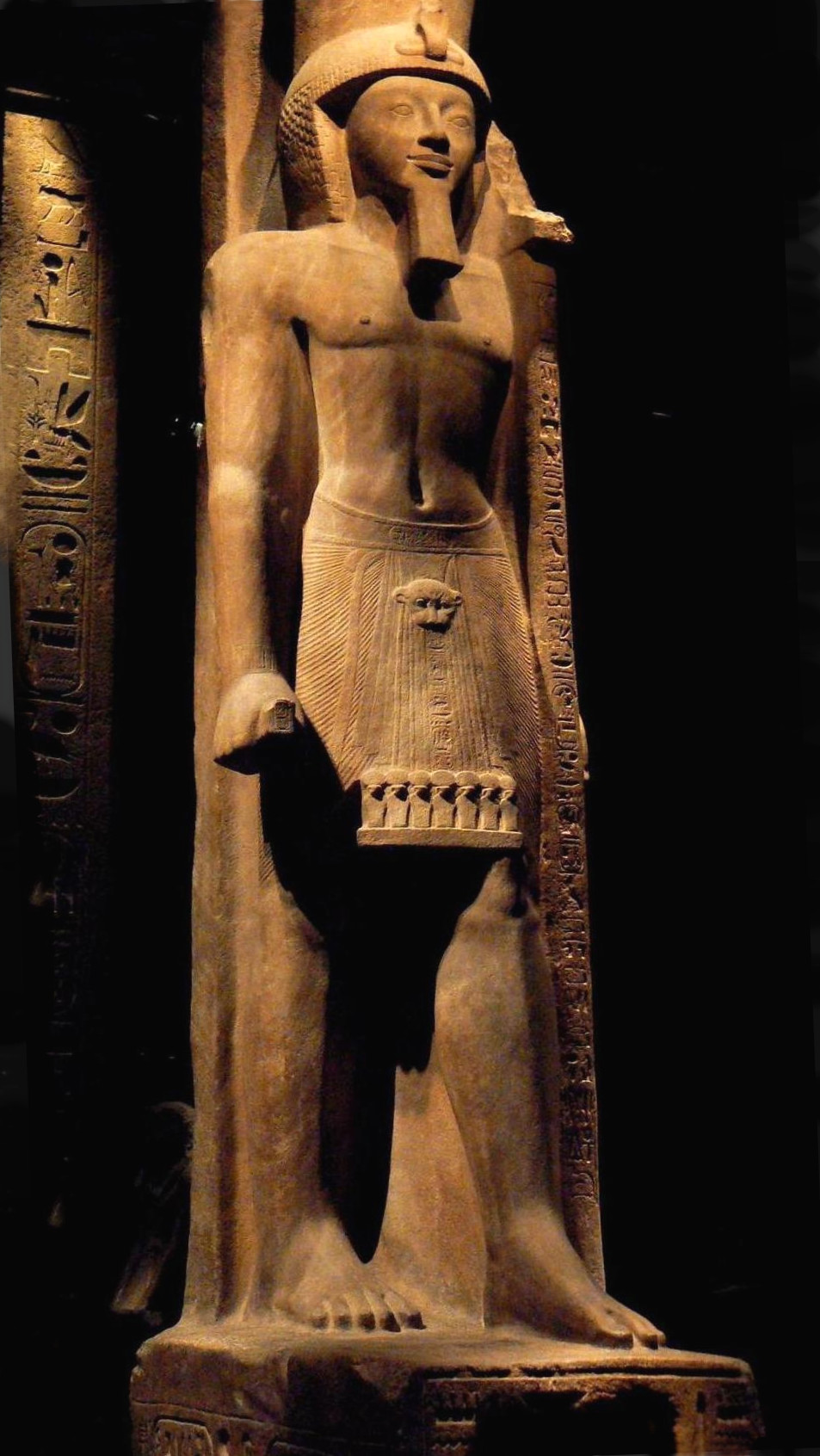
Seti II
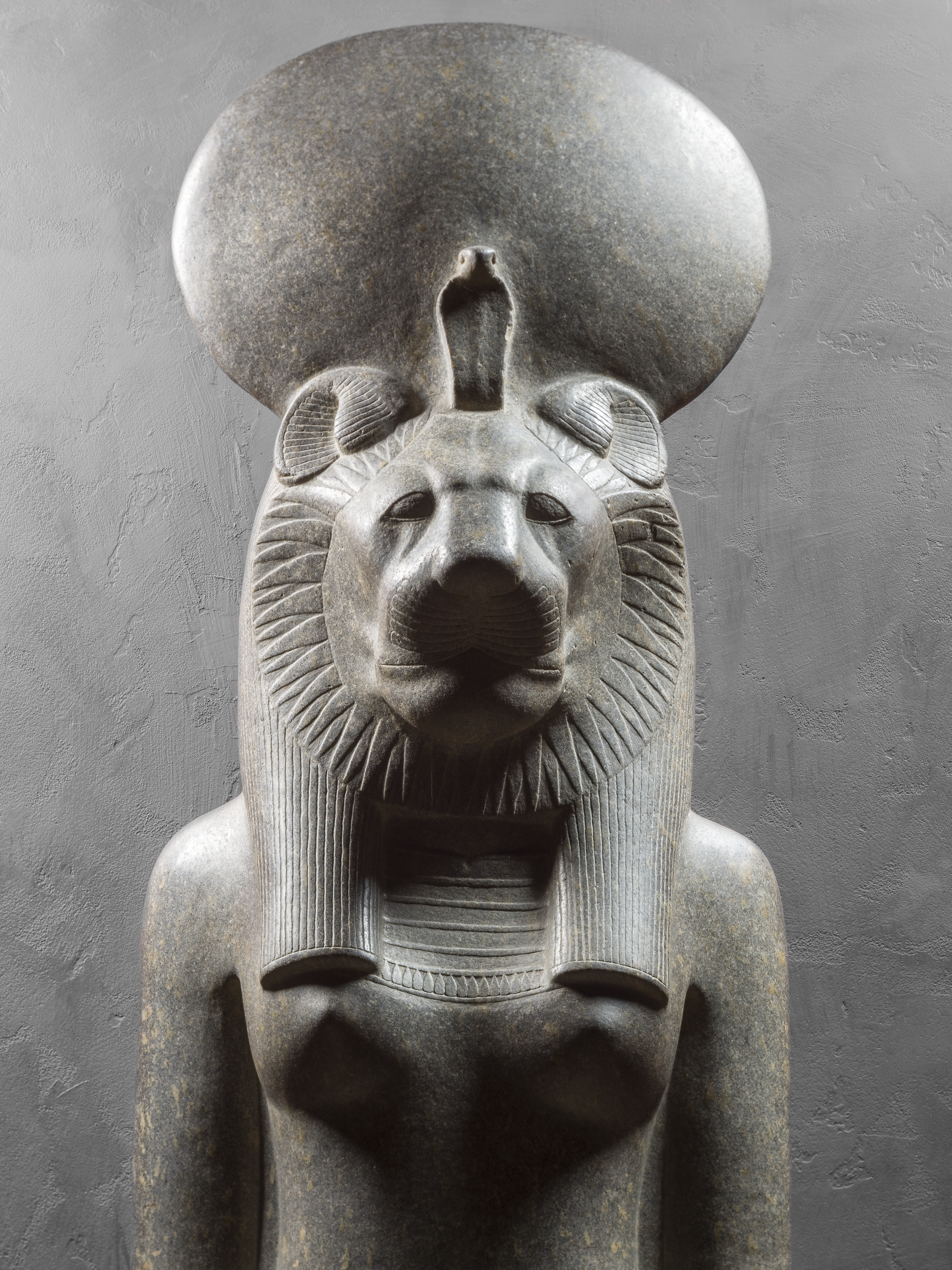
Sechmet
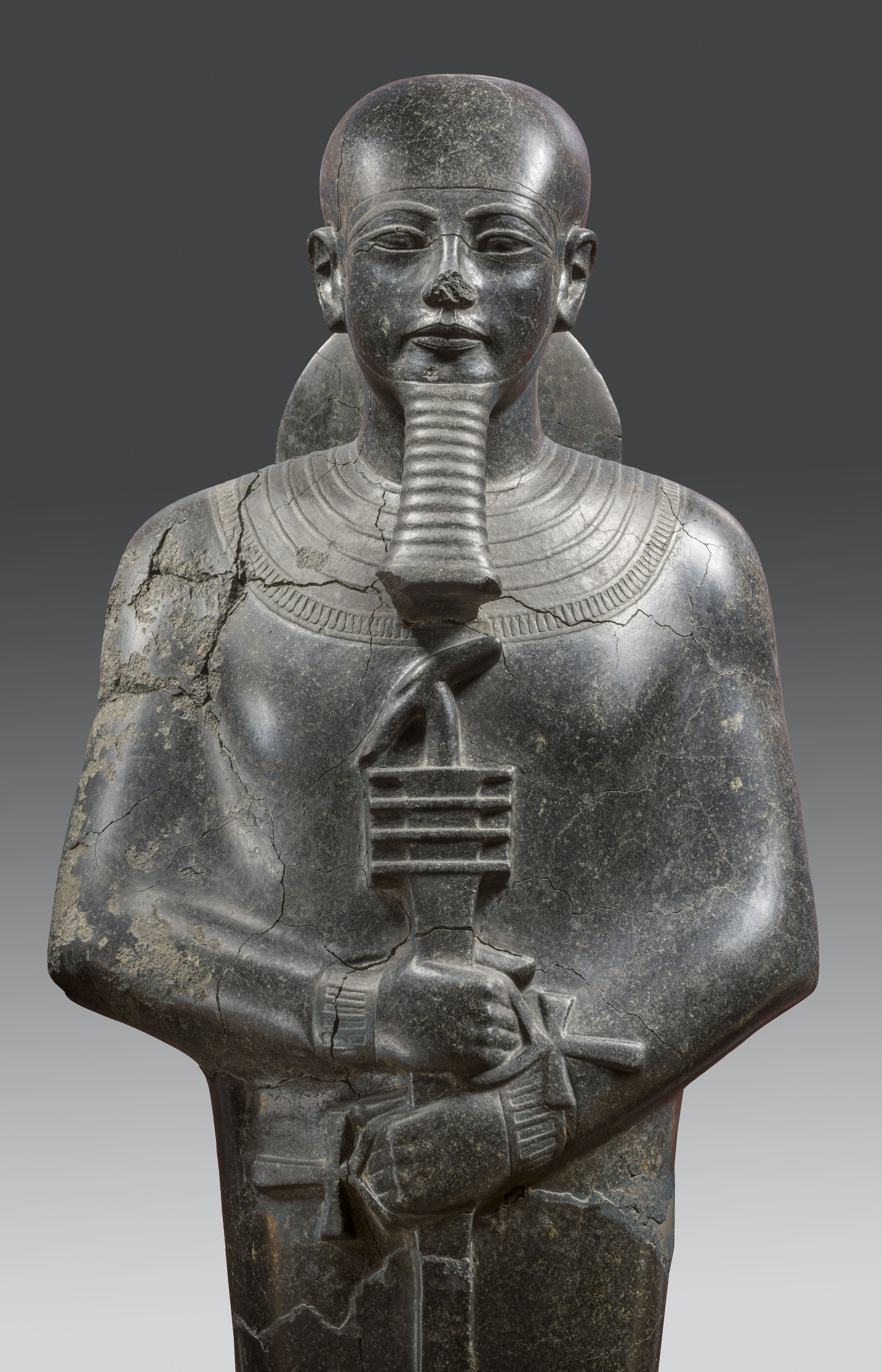
Ptah
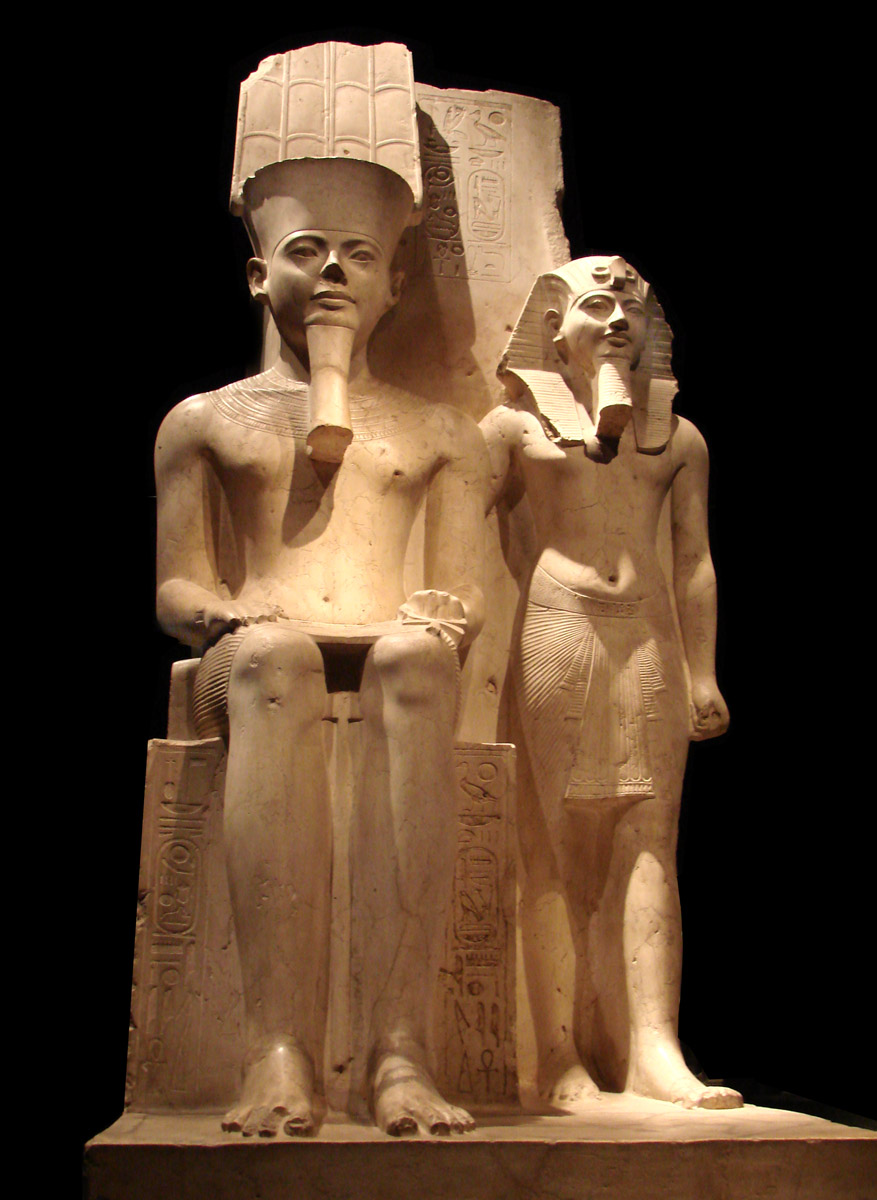
Statua Amona, prawdopodobnie z czasów Tutanchamona (1333-1323 a.C.)
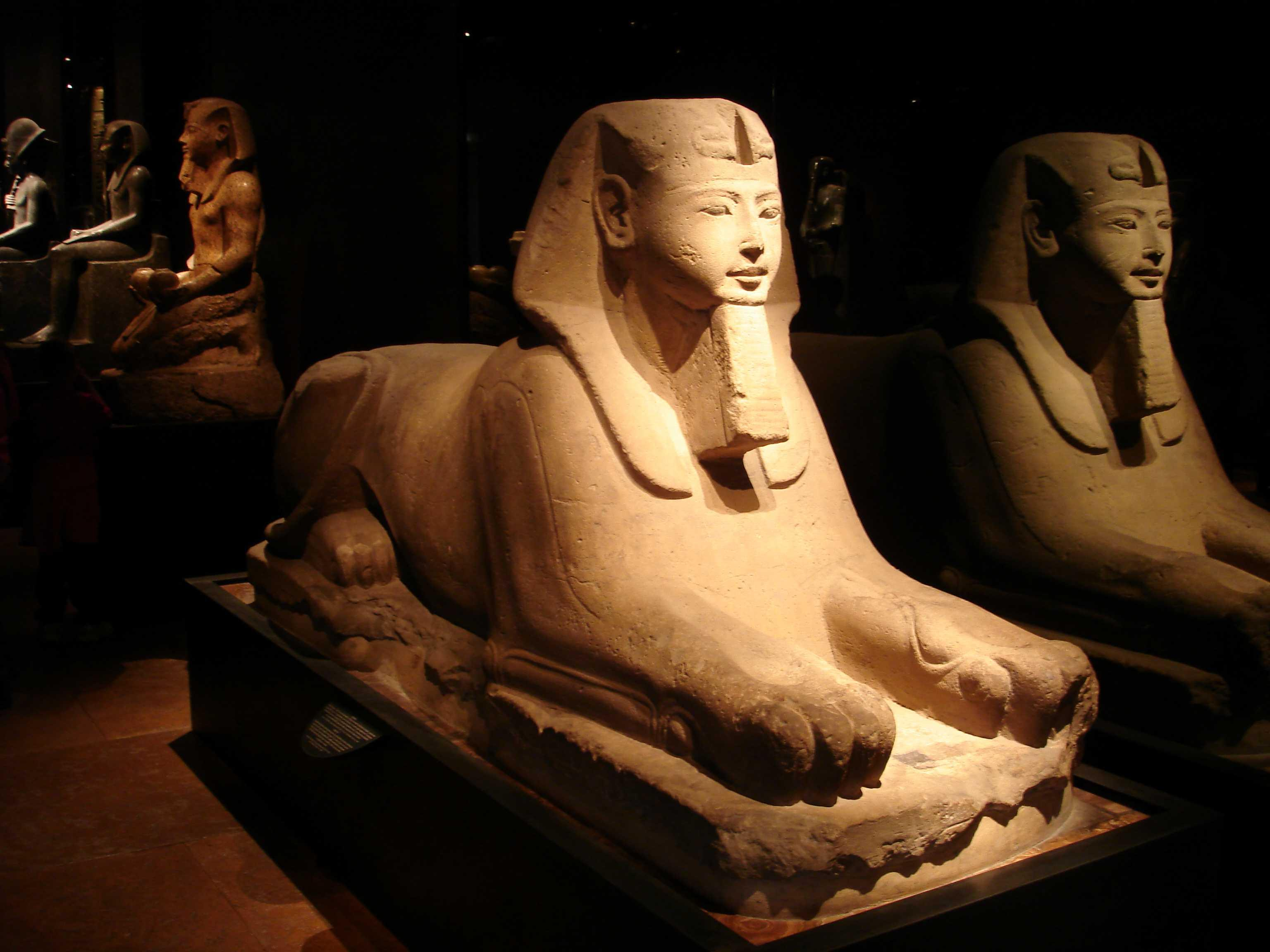
Sfinks
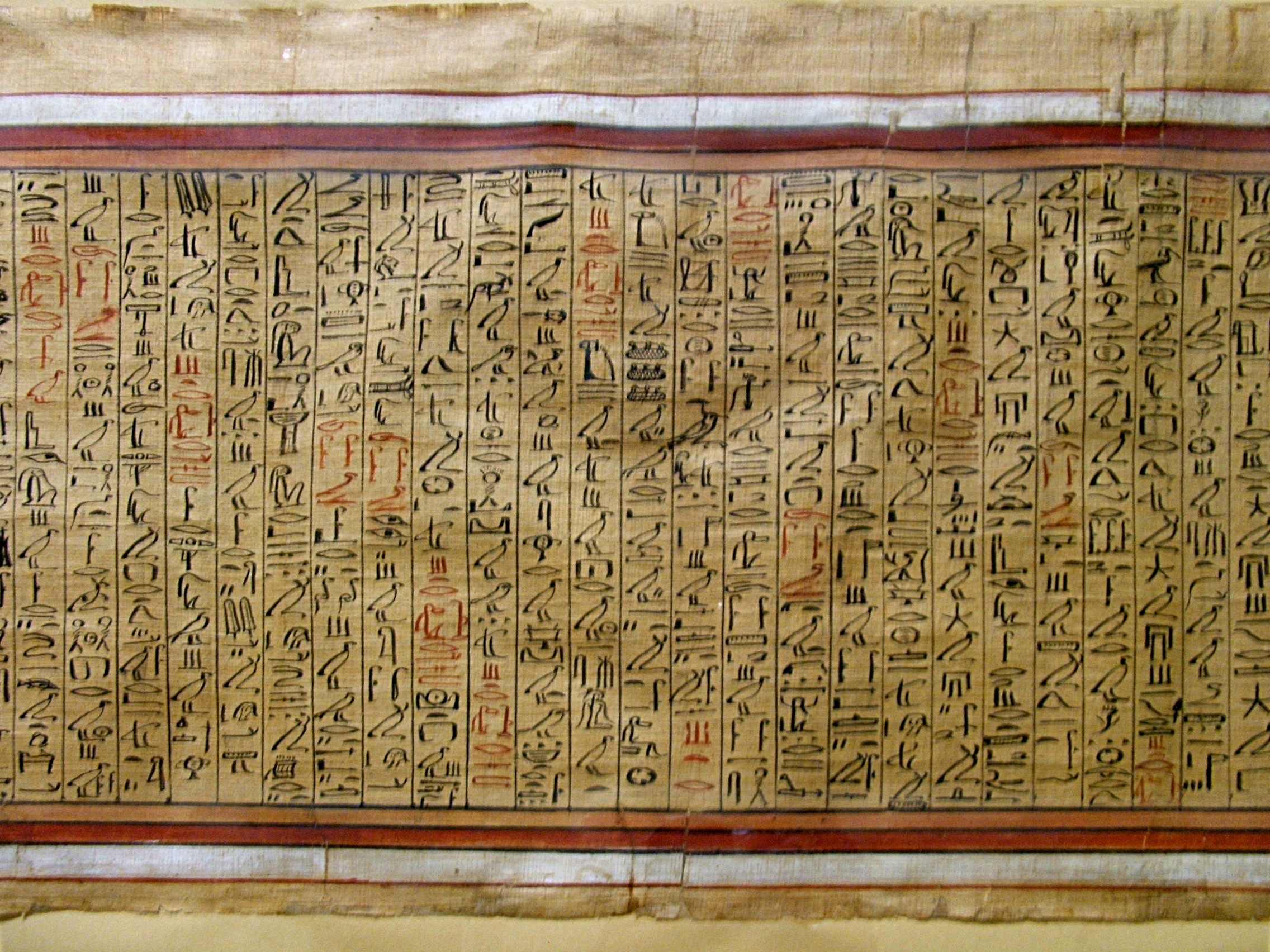
jeden z papirusów
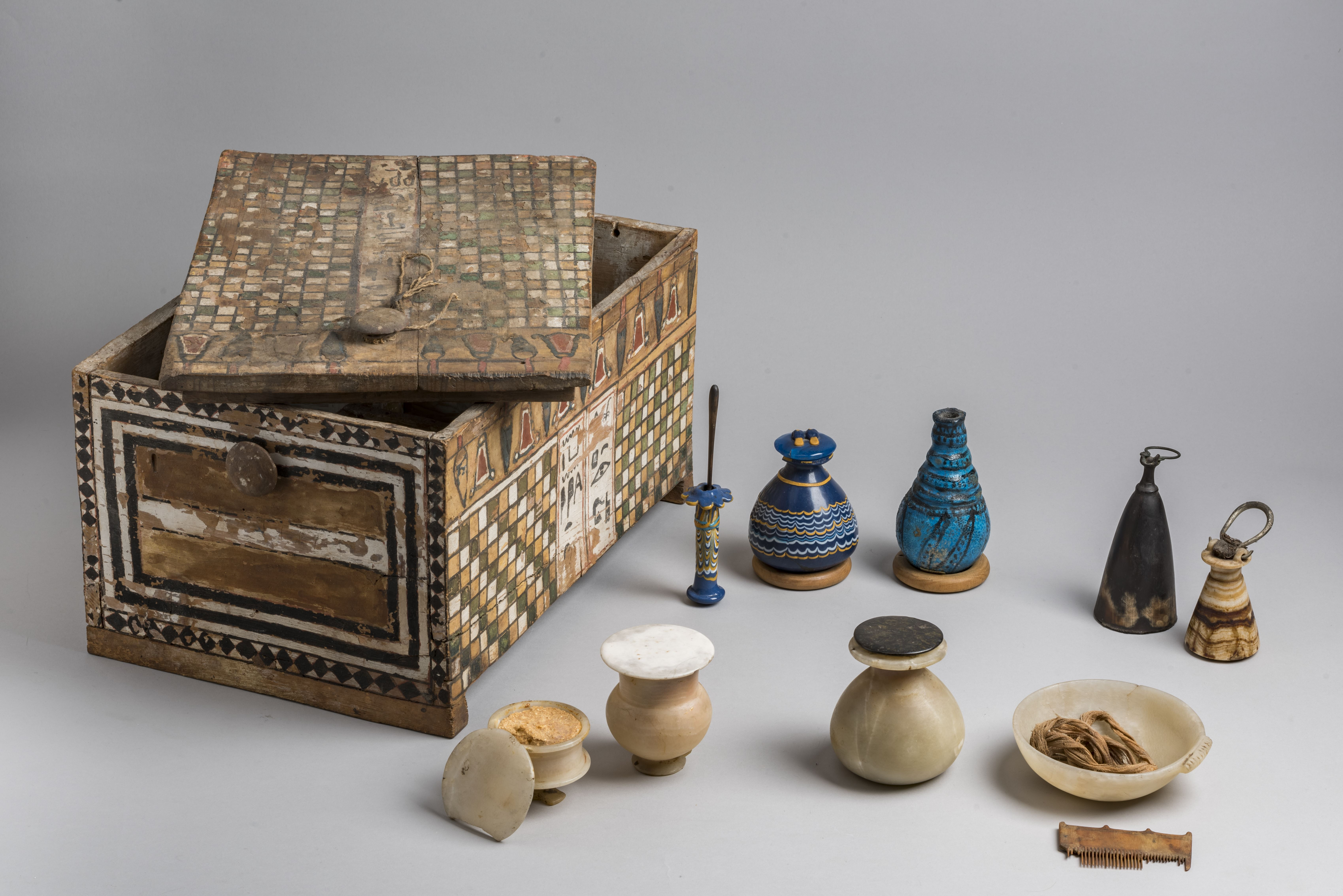
Grób Kha i Merit – naczynia
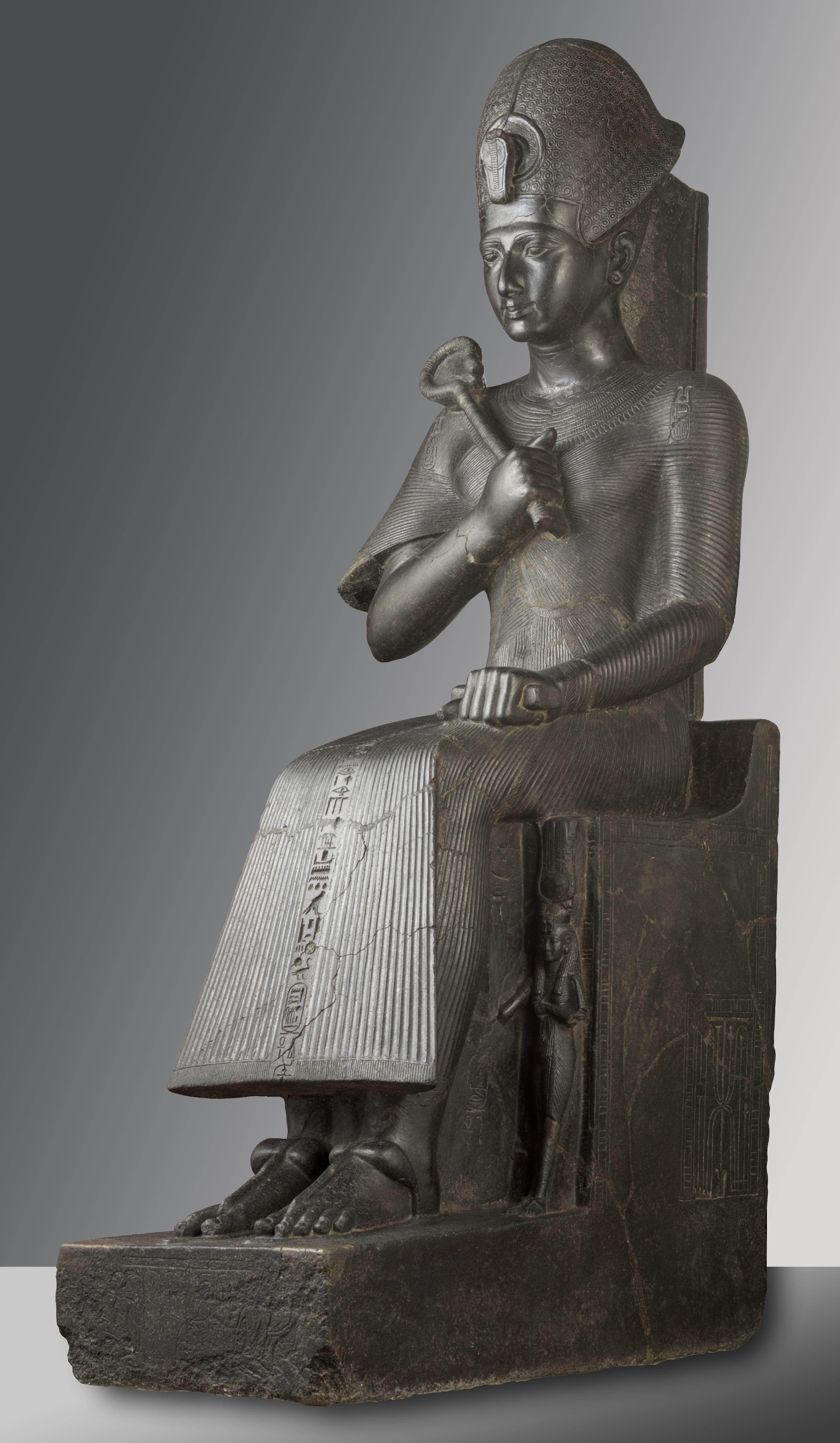
Ramzes II
Amenhotep II – sarkofag
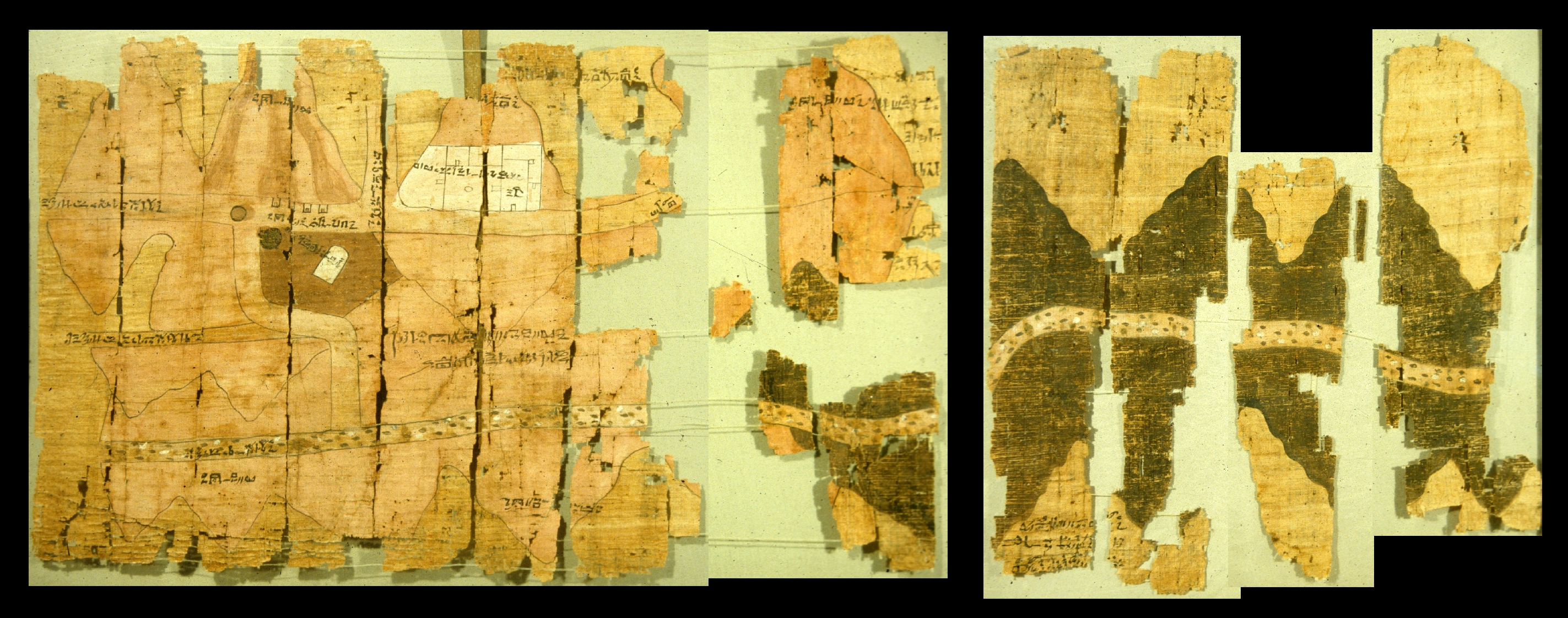
mapa